# トップ (洗剤)

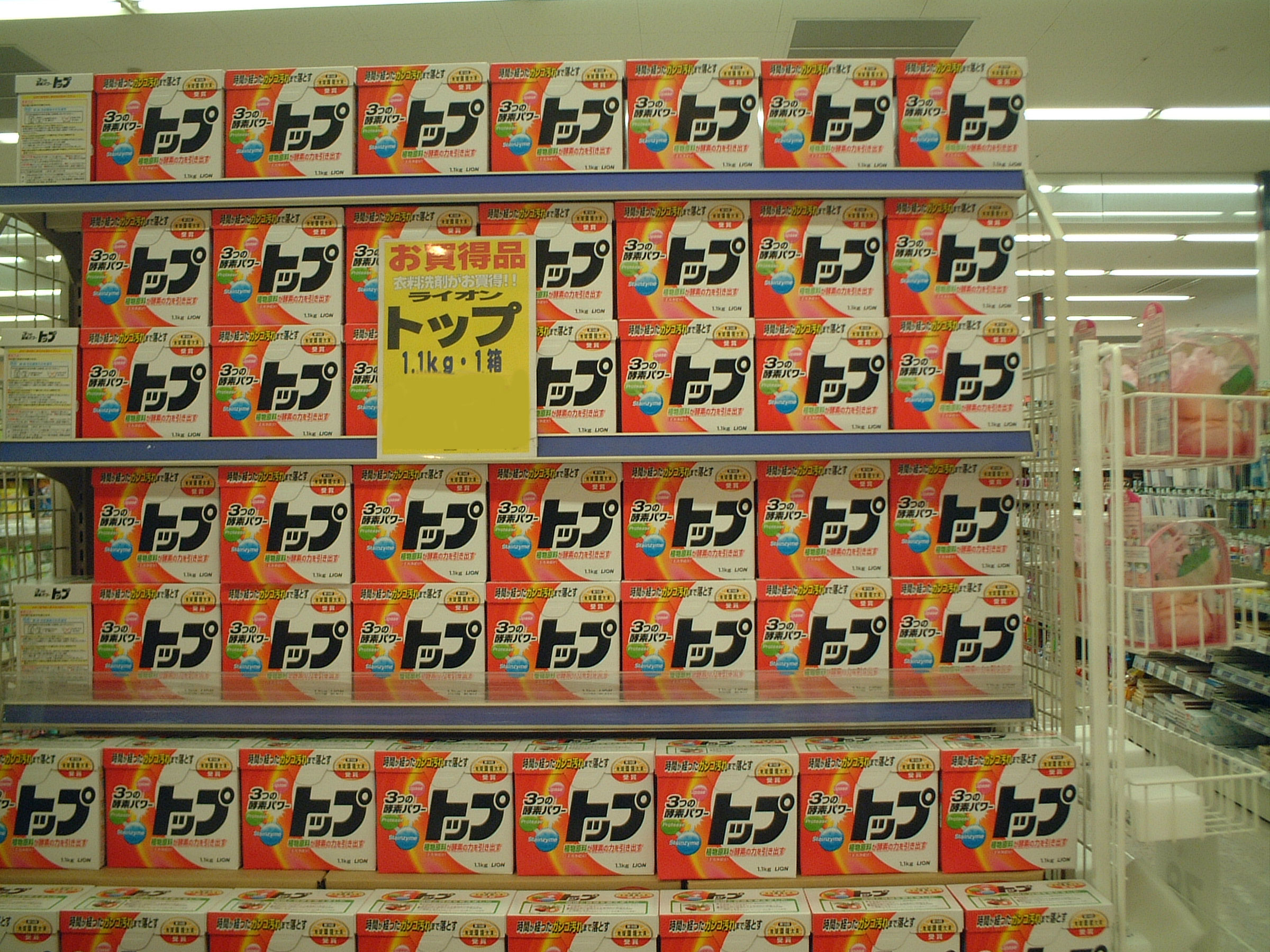
トップ（2006年3月 - 2009年1月）

トップはライオンが発売している洗たく用洗剤を中心としたブランドで、同社の登録商標（第2453189号ほか）。名前の由来は「常に最高の洗浄力を」の意味。本項では、2023年9月に独立ブランドへ発展した「NANOX（ナノックス）」に関しても述べる。

## 概要
1956年（昭和31年）6月、当時のライオン油脂がファッションの西洋化・多様化が進む中、さまざまな衣類（毛・絹・化学繊維・木綿などの素材）に加え、食器や野菜洗いにも対応するオールパーパスの粉末中性洗剤として誕生したが、商品特徴があいまいになり消費者からは注目されなかったとされる。
1960年（昭和35年）3月には衣料用に用途を絞り、洗浄力を強化した「ニュートップ」を発売するも振るわず、市場で地位を確立したのは1962年（昭和37年）4月に発売した「ハイトップ」である。すすぎの際に泡がすばやく消える高い制泡性が特徴で、当時としては斬新だった白をメインとしたパッケージと共に消費者の心をつかみ、2年後にはライオンの売り上げの4割を超すヒット商品となった。
1971年（昭和46年）頃に一旦終売されたが、当時のライオン油脂とライオン歯磨の合併を翌年に控えた1979年（昭和54年）3月、リン分を減らし、洗浄力を大幅に向上させた「トップ」を発売し、約8年ぶりにブランドを復活した。タンパク質分解酵素と界面活性剤「アルファ・オレフィン・スルフォネート」を配合。赤をメインとしたパッケージと「酵素パワーのトップ」のキャッチフレーズで発売初日に問屋の在庫がなくなるほどの大ヒット商品となった。このキャッチフレーズも商標登録されている（第4549172号）。翌1980年（昭和55年）には無りん化された製品が追加発売された。
1988年（昭和63年）には、花王の「アタック」に対抗する意味で、脂質分解酵素を配合した、「ハイテク酵素のハイトップ」として、アタックと同じコンパクト洗剤となって発売された。その後、17回に亘る改良を重ね、商品名を変えながら発売を続けた。1993年（平成5年）頃には、新洗浄成分として植物系の界面活性剤が採用された。1995年（平成7年）からは、水30Lに対しての洗剤の最小使用量が25gから20gに引き下げられ、同時に洗剤の内容量は、それまでの1.5kgから1.2kgになった。さらに翌1996年（平成8年）には、その使用量が15gまで引き下げられ、最大80回洗えるようになった。2005年（平成17年）からは、「ステインザイム」と呼ばれる酵素が配合され、時間の経った食べこぼしの汚れを分解するなど、さまざまな改良が加えられた。ただ、洗剤の最小使用量については再び20gに引き上げられ、2005年（平成17年）3月から洗剤の内容量が1.2kgから1.1kgに、2009年（平成21年）3月からは1.0kgに減少。さらに、2012年（平成24年）3月の改良により最小使用量が1995年以来となる25gに引き上げられ、2014年（平成26年）2月に内容量を900gに減らし、2019年（平成31年）4月の仕様変更で最小使用量が30gに引き上げられたため、最大でも30回しか使用できなくなった。
2022年（令和4年）11月に「部屋干しトップ 除菌EX」がリニューアルされたタイミングで、初代製品からの流れを汲む製品であった「トップ プラチナクリア」が製造終了となった。2023年（令和5年）9月には、2010年（平成22年）1月に「トップ」のシリーズ品として発売された「NANOX」が「NANOX one（ナノックス ワン）」として「トップ」から独立した製品となり、その翌月には部分洗い剤と衣類・布製品用消臭剤も「NANOX」へブランド移行されたことでラインナップが縮小されている。それでも、レギュラータイプの液体洗剤がブランドの主体となっており、粉末洗剤は発売から40年以上のロングセラーとなっている「無リントップ」と「部屋干しトップ 除菌EX」の2種類で継続販売されている。

## 沿革

### 第1期
- 1956年 - 粉末洗剤「トップ」発売（中性洗剤として発売、当初から有りん洗剤）
- 1960年 - 粉末洗剤「ニュートップ」発売（弱アルカリ性に変更）
  - 粉末洗剤「ウーリートップ」発売（毛糸・ナイロン用中性洗剤）

- 1961年 - 粉末洗剤「アグリートップ」発売（アクリル繊維専用洗剤）
- 1962年 - 粉末洗剤「ハイトップ」発売（すすぎ時にすばやく泡が消えるように改良）
- 1964年 - 「液体ハイトップ」発売
- 1968年 - 粉末洗剤「ニューハイトップ」発売
- 1971年頃 - 粉末洗剤「ニューハイトップ」生産終了

### 第2期
- 1979年 - 粉末洗剤「トップ」発売（ブランド復活）
- 1980年
  - 5月 - 無リンタイプの粉末洗剤「無りんトップ」発売。
  - 9月 - 小型サイズ「無りんトップ」発売。
- 1984年3月 - 「無りんトップ」「トップ」「液体トップ」新発売。
- 1986年
  - 4月 - 「無りんトップ」改良。
  - 6月 - 「液体トップ」改良。
- 1988年
  - 4月 - 粉末洗剤「Hiトップ」発売（タンパク質分解酵素を高活性化、脂質分解酵素を新配合、コンパクト洗剤）。パッケージは通常の1.5kgのみならず、特大サイズの2.25kg、小サイズの750gの3通りで発売された。
  - 10月 - 「Hiトップ ワンパック」発売。
- 1990年7月 - 「液体トップ」新発売。
- 1992年3月 - 「液体Hiトップ スポットクリーニング」発売。
- 1993年2月 - 「液体Hiトップ」新発売。
- 1994年2月 - 「Hiトップ」詰め替え用発売。
- 1995年2月
  - 粉末洗剤「酵素トップ」発売（タンパク質分解酵素を高濃度化、脂質分解酵素を高活性化したことで、使用量を20gに減らした。このため内容量を1.5kgから1.2kgに変更）。
  - 「液体速攻トップ」発売。
- 1996年1月 - 粉末洗剤「スーパートップ」発売（タンパク質分解酵素を高活性化。最小使用量を15g（80回分）に減量した）。
- 1997年7月 - 洗濯前処理剤「トッププレケア」シリーズ発売。
- 1998年
  - 2月 -
    - 粉末洗剤「スーパートップ」改良（タンパク質分解酵素の低温活性を向上）
    - 液体洗剤「トップカラープロテクト」発売。

  - 3月 - 「トッププレケア ドロ用」につめかえ用を追加発売。
- 1999年12月 - 錠剤タイプの洗剤「トップパワータブレット」発売。
- 2000年1月 - 「トップパワータブレット」改良。
- 2001年
  - 粉末洗剤「トップ」発売（タンパク質分解酵素の溶解性を向上）
  - 4月 - 粉末洗剤「部屋干しトップ」をコンビニでテスト販売開始
  - 10月 - 粉末洗剤「部屋干しトップ」発売
- 2002年
  - 粉末洗剤「トップ」改良（タンパク質分解酵素を高活性化）
  - 2月 - 「トッププレケア」シリーズ改良（パッケージ変更、「つめかえ用」に注ぎ口追加）
  - 3月 - 液体洗剤「トップ浸透ジェル」発売
  - 4月 - 「トッププレケア」シリーズ改良（パッケージ変更）
- 2003年
  - 粉末洗剤「トップ」改良（脂質分解酵素を高活性化）
  - 3月
    - 液体洗剤「トップ浸透ジェル」改良（組成、容器、内容量を変更）
    - 「トッププレケア」シリーズを改良（パッケージ変更、「シミ用」は泡で出るノズルから直接塗りこむ「塗りこみヘッド」に変更）

  - 9月 - 粉末洗剤「部屋干しトップ」改良（香りを変更、ワンパックを追加）
- 2004年
  - 2月 - 液体洗剤「トップ浸透ジェル」改良（組成、容器を変更）
  - 10月 - 液体洗剤「トップ浸透ジェル」、「トップ浸透ジェル柔軟剤入り」に「つめかえ用特大サイズ」を追加発売
- 2005年
  - 2月 - 粉末洗剤「部屋干しトップ」改良（除菌成分新配合、紙製容器となり、内容量を変更1.2kg→1.1kg）
  - 4月 - 粉末洗剤「トップ」改良（ステインザイム新配合、紙製容器となり、内容量を変更1.2kg→1.1kg）
  - 5月 - 液体洗剤「液体部屋干しトップ」発売、液体洗剤「トップ浸透ジェル」改良（パッケージ変更）
- 2006年
  - 1月 - 液体洗剤「リキッドトップ」発売
  - 3月 - 粉末洗剤「トップ」、「部屋干しトップ」改良（LASの配合を止め、洗浄主成分の約4分の3を植物原料とした。同社のブルーダイヤも同時に植物原料へ切替）
  - 8月 - しみとり剤「トップしみとりレスキュー」改良（パッケージ変更）
  - 9月 - 粉末洗剤「部屋干しトップ」に数量限定品「ピンクグレープフルーツの香り」を発売。
  - 10月
    - 粉末洗剤「部屋干しトップ」改良（パッケージ変更）
    - 液体洗剤「液体部屋干しトップ」改良（におい汚れ中和成分新配合）
- 2007年
  - 3月
    - 「トッププレケア」シリーズ改良（パッケージ変更、「エリそで用」は酵素を1.5倍に増量）
    - 植物系セルロースパウダーを配合した無蛍光粉末洗剤「トップ風合い感」発売（2009年3月生産終了）

  - 5月
    - 液体洗剤「液体部屋干しトップ」改良（酵素新配合、本体容量増量：760ml→820ml）
    - 粉末洗剤「部屋干しトップ」に数量限定品「ウォーターリリーの香り」を発売

  - 6月 - 液体洗剤「リキッドトップ」改良（洗浄力アップ、パッケージデザイン変更）
  - 9月 - 粉末洗剤「部屋干しトップ」に数量限定品「もぎたてアップルの香り」を発売
- 2008年
  - 1月 - 同社初の柔軟剤入り液体洗剤「香りつづくトップ」発売（この製品は生活者のニーズを捉え、発売から8ヶ月で1,400万個以上を売り上げる大ヒット商品となった[3]）
  - 5月 - 粉末洗剤「部屋干しトップ」に数量限定品「オリエンタルフラワーの香り」を発売、同月末で「部屋干しトップ」シリーズの累計販売個数が1億個を突破。
  - 9月 - 粉末洗剤「部屋干しトップ」に数量限定品「朝摘みシトラスフルーツの香り」を発売
- 2009年
  - 2月18日 - 液体洗剤「トップクリアリキッド」を発売。この製品の発売を機にブランドロゴを一新。
  - 3月11日 - 粉末洗剤「トップ」改良（汚れの再付着防止成分CMC新配合、内容量変更：1.1kg→1.0kg）
  - 4月8日 - 粉末洗剤「部屋干しトップ」改良（汚れ移り防止成分新配合、内容量変更：1.1kg→1.0kg）
  - 9月 - 粉末洗剤「部屋干しトップ」に数量限定品「スウィートアップルの香り」を発売
  - 10月 - 液体洗剤「香りつづくトップ」に「Sweet Harmony（スウィートハーモニー）」を追加発売。既存品は「Fresh Camomile（フレッシュカモミール）」となり、「トップ」のブランドロゴデザインを変更。
- 2010年
  - 1月 - 超コンパクト液体洗剤「トップNANOX（ナノックス）」発売
  - 4月 - 液体洗剤「液体部屋干しトップ」のブランドロゴデザインを変更
  - 5月 - 粉末洗剤「部屋干しトップ」に数量限定品「やさしく透明感のあるせっけんの香り」を発売
  - 6月 - 粉末洗剤「トップ」に数量限定品「すっきり爽快!サマーシトラスの香り」を発売。本製品は「LIONトップエコプロジェクト」と連動しており、本品（及び期間中にメーカー出荷した「トップ」）の1個の売り上げにつき1円が日本河川協会の「きれいな川と暮らそう」基金に寄付される。
  - 9月 - 「トップNANOX」が2010年度グッドデザイン賞を受賞。
  - 10月 - レギュラータイプの2.5倍高濃度を実現した液体洗剤「超コンパクト 香りつづくトップ」を発売。なお、この商品も「トップNANOX」と合わせて2010年度グッドデザイン賞を受賞している。
  - 12月 - 粉末洗剤「トップ」に数量限定品「心温まるフラワーキャンドルの香り」を発売。
- 2011年
  - 2月 - 「トッププレケア」シリーズと「トップシミとりレスキュー」のパッケージデザインをリニューアル。これにより、既存製品がすべて新ブランドロゴに揃った。
  - 3月23日 - 「トップ」が第5世代酵素を配合し「トッププラチナクリア」として発売するとともに、「部屋干しトップ」は新たにニオイの再発生を防ぐ活性ジンクイオンを配合し改良。
  - 6月22日 - 粉末洗剤「トップ プラチナクリア」に数量限定品「爽快なサマーシトラスの香り」を発売。「LIONトップエコプロジェクト」との連動企画品で、前年に引き続き、本品及び期間中にメーカー出荷した「トップ プラチナクリア」1箱の売り上げにつき1円が日本河川協会の「きれいな川と暮らそう」基金に寄付される。
  - 9月16日 - 「トップNANOX」改良（高性能プロテアーゼ+酵素性能促進成分を組み合わせた"パワーアシスト成分"を新配合）、「部屋干しトップ」に数量限定品「薫るプロヴァンスシリーズ ローズの香り」を発売。
  - 10月19日 - 「トップNANOX」に初の数量限定品「ホワイトソープの香り」を発売。
  - 11月 - 「トップ プラチナクリア」に数量限定品「心やすらぐゆずの香り」を発売。
- 2012年
  - 1月18日 - 柔軟剤入り超コンパクト液体洗剤「香りつづくトップplus」を発売。
  - 3月16日 - 「トップNANOX」改良（「NEWクリスタルフルーティの香り」となる）
  - 3月28日 - 粉末洗剤「トップ プラチナクリア」・「部屋干しトップ」改良。共通の特徴として重曹パワーで素早く溶ける"スプラッシュパウダー"を新採用し、計量スプーンの形状を六角に変更した。また、「トップ プラチナクリア」は第5世代酵素を25%増量。「部屋干しトップ」は除菌成分を増量した。
  - 4月19日 - 「トップNANOX」に数量限定品「シトラスフルーツの香り」を発売。
  - 5月18日 - 「部屋干しトップ」に数量限定品「薫るプロヴァンスシリーズ ひまわりの香り」と、「香りつづくトップplus」に数量限定品「White Roseの香り」を発売。
  - 7月18日 - 超コンパクト液体洗剤「トップ HYGIA（ハイジア）」を発売。
  - 9月19日 - 「部屋干しトップ」に数量限定品「薫るプロヴァンスシリーズ プロヴァンスフルーツの香り」を発売。
  - 10月10日 - 「トップNANOX」に数量限定品「フェアリーブラッサム」を発売。同時発売の柔軟剤「香りとデオドラントのソフラン フェアリーブラッサム」と香りを統一している。
  - 10月31日 - 「トップNANOX」にワンパックを追加発売。
- 2013年
  - 3月6日 - 「トップNANOX」改良（「洗浄性能増強剤ER」を新配合。本体キャップは持ちやすさを高めるためくぼみがついた新形状となる。本体とつめかえ用は内容量を変更（本体：500g→450g、つめかえ用：400g→360g））。
  - 4月17日 - 「トップNANOX」に数量限定品「フェアリーサンシャイン」を発売。「香りとデオドラントのソフラン」とのコラボレーション企画第2弾で、同時発売の柔軟剤「香りとデオドラントのソフラン フェアリーサンシャイン」と香りを統一している。
  - 5月13日 - 「トップHYGIA」改良（洗濯中の移菌・移カビ（衣類の菌や洗濯槽のカビが他の衣類に移ること）抑制効果をプラスし、本体は「トップNANOX」同様、くぼみがついた新形状キャップを採用）。
  - 8月28日 - 柔軟剤入り超コンパクト液体洗剤「香りつづくトップplus」に、「香りとデオドラントのソフラン アロマリッチ アニー」とのコラボレーション企画として、数量限定品「アニーの香り」を発売。
  - 9月11日 - 「部屋干しトップ」・「液体部屋干しトップ」改良（粉末タイプはダブル除菌成分となり、界面活性剤との相乗効果で衣類に付いたウイルスを引きはがして落とす効果をプラスし、内容量を900gに変更、液体タイプはパッケージデザインを変更）
  - 9月25日 - 「トップ」ブランド初の衣類・布製品用消臭剤「トップHYGIA 衣類・布製品の除菌・消臭スプレー」を発売。
  - 10月18日 - 「トップNANOX」に数量限定品「ベッキーデザインパッケージ（ホワイトソープの香り）」を発売（「ホワイトソープの香り」としては約2年ぶりの再発売）。
- 2014年
  - 1月29日 - 「トップNANOX」に、通常サイズの約1.8倍の容量（660g）とし、キャップを付けたつめかえ用 大を追加発売。本品は、当社が独自に定めた「ライオンエコ基準」を達成した製品に付与される環境ラベル「ECO LION」の第1号製品となる[4]。
  - 2月18日 - 「トップ プラチナクリア」改良（「クリアスパーク成分」を加えた「新アクティブクリア処方」を採用。内容量を900gに変更）
  - 4月18日 - 「トップNANOX」に数量限定品「ベッキーデザインパッケージ（シトラスフルーツの香り）」を発売。今回は本体+つめかえ用セット品のみの設定である。
  - 4月25日 - 「トップHYGIA」に、通常サイズの約1.8倍の容量（660g）とし、キャップを付けたつめかえ用 大を追加発売。同年5月に「トップHYGIA」を改良（多糖分解酵素を配合し、香りをリフレッシュ）。
  - 7月16日 - 柔軟剤入り超コンパクト液体洗剤「香りつづくトップ Aroma Plus」を発売。
  - 8月6日 - 「香りつづくトップ」改良（「消臭イオン」を新配合。内容量を変更（本体：1.0kg→900g、つめかえ用：900g→810g））。
  - 9月24日 - 「トップNANOX」改良（2種類のタンパク質分解酵素（W酵素）を新配合、香り・パッケージを変更）。
- 2015年
  - 2月12日 - 「トップ クリアリキッド」改良（2種類の「洗浄アシスト成分」を新配合。内容量を変更（本体：1.0kg→900g、つめかえ用：900g→810g））。
  - 4月9日 - 「トップ Platinum α（プラチナアルファ）」をセブン-イレブン限定で発売[5]。
  - 7月10日 - 「香りつづくトップ」に数量限定品「White Rose（ホワイトローズ）の香り」を発売[6]。
  - 9月9日 - 「トップ プレケア エリそで用」につめかえ用大容量サイズ（650g）を追加発売（追加発売に合わせ、「トップ プレケア」シリーズ全品は同年9月にパッケージリニューアル）。
- 2016年
  - 2月17日 - 「トップNANOX」を「トップスーパーNANOX」に改名し、リニューアル発売（MEEにLO（リフトアウト）を組み合わせた「スーパーナノ洗浄」を採用）。
  - 3月30日 - 「トップHYGIA」の「つめかえ用 特大」をリニューアルし、全業態に拡大して発売。
  - 9月6日 - 国立科学博物館の重要科学技術史資料（通称:未来技術遺産）の第00211号として、はじめて本格的に市場に受け入れられた酵素配合洗剤であることを評価され、初代のトップが登録された[7][注 3]。
- 2017年
  - 1月 - 「トップHYGIA 衣類・布製品の除菌・消臭スプレー」をパッケージリニューアル。
  - 2月1日 -
    - 「トップHYGIA」改良（「プレミアム抗菌処方」を新たに採用し、洗浄成分を増量。改良に合わせ、通常品(450g)の約1.4倍容量となる660g入りの「本体 大」を追加）。
    - 「トップスーパーNANOX」に、通常品(450g)の約1.4倍容量となる660g入りの「本体 大」を追加発売。

  - 3月8日 -　「トップ プラチナクリア」、「部屋干しトップ 除菌EX」改良（「トップ プラチナクリア」はタンパク分解酵素を追加し、酵素を4種類に強化。「部屋干しトップ 除菌EX」はパッケージデザインを変更し、家のかたちをデザインした新ロゴとなった）。
  - 6月30日 - 「トップスーパーNANOX」に数量限定品「for MEN フレッシュブリーズの香り」を発売（同時発売の「香りとデオドラントのソフラン プレミアム消臭プラスSTRONG フレッシュブリーズアロマの香り」と香りを統一している）。パッケージが黒基調になるほか、内容量は通常の「トップスーパーNANOX」よりも少なく設定している（本体:400g、つめかえ用:320g）[8]。
- 2018年
  - 2月28日 - 「トップスーパーNANOX」改良（新洗浄成分が配合され、塗布放置洗浄(汚れに直接塗布して12時間放置後に洗濯)にも対応した）。
  - 8月28日 - 業務用液体洗剤「トップ ラクタスケア ニオイのモトから取る洗たく用洗剤」を発売[9]。
  - 8月29日 - 超コンパクト液体洗剤「トップ ハレタ」発売。
- 2019年
  - 4月 - 「トップ プラチナクリア」・「部屋干しトップ」を仕様変更。最小使用量が30gに引き上げられ、箱の高さが低くなった。「部屋干しトップ」に設定のワンパックも1袋25gから1袋30gに変更された。
  - 4月24日 - 「トップクリアリキッド抗菌」を発売、「トップクリアリキッド」改良（組成改良によりリキッド状となり、キャップの色を水色から透明に変更。つめかえ用の内容量が変更され(810g → 720g)、1160g入りのつめかえ用 超特大が追加設定される）。
  - 5月17日 - 「トップスーパーNANOX」に数量限定品「アイスミントの香り」を発売（柔軟剤「ソフラン プレミアム消臭」にも同時に設定される）。内容量は通常の「トップスーパーNANOX」よりも少なく設定されている（本体:400g、つめかえ用超特大:1160g）
  - 6月 - 「トッププレケア」シリーズが「NANOX」へブランド統合され、「トップNANOX えりそで用」・「トップNANOX ドロ用」、「トップNANOX しみ用」として改名・パッケージリニューアル（自然切替）。
  - 7月31日 -
    - 「トップHYGIA」シリーズが「NANOX」へブランド統合され、「トップHYGIA」は「プレミアム抗菌成分」を高濃度配合し、消臭成分入り香料を新たに配合して全面改良され「トップスーパーNANOX ニオイ専用」として、「トップHYGIA 衣類・布製品の除菌・消臭スプレー」は「トップNANOX 衣類・布製品の除菌・消臭スプレー」として発売。
    - 「無リントップ」改良（「タンパク汚れ分解酵素」の配合量が増量されるとともに、処方改良により使用量を低減(水30Lの場合:40g→32g)、使用量低減に伴って内容量が変更となり、4.1kg(約102回分)から3.2kg(100回分)に減容、新たに持ち手が付くようになった）。

  - 10月2日 - 「トップクリアリキッド」・「トップクリアリキッド抗菌」に「つめかえ用ウルトラジャンボ（1900g）」を追加発売。
- 2020年
  - 7月29日 - 「香りつづくトップ 抗菌plus Shiny Rose」を発売、「香りつづくトップ Sweet Harmony」改良（すすぎ1回に対応、本体はキャップを従来の55Lまでから65Lまでに変更し、取っ手に滑り止めを追加した新形状のボトルに変更。内容量を変更(本体:900g→850g、つめかえ用:810g→720g)するとともに、通常品の約1.6倍量(1160g）でキャップ付のつめかえ用超特大を追加）。
  - 9月2日 - 「トップ スーパーNANOX」・「トップ スーパーNANOX ニオイ専用」改良（カテゴリー名称を「高濃度洗剤」に変更。本体・本体 大はボトル部に100%リサイクルPETを採用する共にプラスチック使用量を削減し、透明ボトル化(すでに透明ボトルを採用しているワンプッシュボトルも100%リサイクルPET使用)。計量キャップは一部分を突き出すように成形した「べろ口キャップ」となった。「トップ スーパーNANOX」は新酵素を配合し、洗濯成分を約70%に高濃度化。ラインアップは一部のサイズを減容(本体:450g→400g、つめかえ用:360g→350g、つめかえ用特大:950g→900g、つめかえ用超特大:1300g→1230g)し、つめかえ用大を廃止したことでワンパック以外のラインアップを「トップ スーパーNANOX ニオイ専用」と統一化。なお、ワンプッシュボトルと「トップ スーパーNANOX」に設定のワンパックは9月以降自然切替となる）
- 2021年
  - 3月 - 「トップ スーパーNANOX ニオイ専用」改良（洗濯成分を「トップ スーパーNANOX」同様に約70%に高濃度化された。同月以降自然切替となる）。「トップ ハレタ」製造終了。
  - 6月 - 「トップクリアリキッド」・「トップクリアリキッド抗菌」のつめかえ用ウルトラジャンボ及び「香りつづくトップ Sweet Harmony」と「香りつづくトップ 抗菌plus Shiny Rose」のつめかえ用 超特大の製造を終了し、液体レギュラー洗剤のつめかえ用のラインナップを集約。
- 2022年
  - 9月14日 - 「トップ スーパーNANOX」改良（抗菌成分を追加配合。本体と本体大以外は自然切替）。
  - 10月5日 - 「トップ スーパーNANOX 自動投入洗濯機専用」を発売。洗剤タンクへ補充して使うことを前提としているため、パウチタイプのみの発売となる。
  - 11月30日 - 「部屋干しトップ 除菌EX」改良（粉舞いを抑える処方に変更。つめかえ用を追加発売）。同時に「トップ プラチナクリア」製造終了。
- 2023年
  - 9月6日 - 「トップ クリアリキッド」改良（パッケージデザインを変更、つめかえ用の内容量を減容(つめかえ用:720g→500g、つめかえ用超特大:1160g→950g)）。
  - 9月20日 - 「トップスーパーNANOX」が全面刷新され、「NANOX one」を発売。「トップ」から独立したブランドとなる（色褪せの原因となる衣類同士の摩擦を防止する「特殊ポリマー」が配合され、「コンプリートカラーケア技術」と呼ばれる色変化を防止する機能を追加。「トップ スーパーNANOX」は界面活性剤の高機能化と酵素の高性能化がなされ、液色を青からオレンジに変更して「NANOX one スタンダード」に、「トップ スーパーNANOX ニオイ専用」は洗浄力の向上に加えて消臭成分の変更も行われ「NANOX one ニオイ専用」となり、「スタンダード」と「ニオイ専用」の2つの機能を兼ね備え、毛羽立ち抑制効果もプラスしたグリーンの液色の「NANOX one PRO」を加えた3種類となる。容量が整理され、プッシュボトルとつめかえ用(通常サイズ)を廃止、ワンパックは「PRO」の設定となった。既存サイズの内容量が減容(本体:400g→380g、本体大:660g→640g、つめかえ用特大:900g→820g(スタンダード・ニオイ専用)/790g(PRO)、つめかえ用超特大:1230g→1160g(スタンダード・ニオイ専用)/1070g(PRO)）され、ECサイトなどで発売されていたつめかえ用ウルトラジャンボサイズはスタンダード・ニオイ専用で増量(1510g→1530g)の上でレギュラー化された）。
  - 10月 - 「トップ NANOX」で発売されていた「エリそで用」、「ドロ用」、「シミ用」、「衣類・布製品の除菌・消臭スプレー」のパッケージデザインを変更、「NANOX」へ改名の上で独立ブランド化（自然切替）。
  - 10月4日 - 「トップ クリアリキッド抗菌」、「香りつづくトップ 抗菌plus Shiny Rose」改良（パッケージデザインを変更、つめかえ用の内容量を減容(つめかえ用:720g→500g、つめかえ用超特大(クリアリキッド抗菌のみ):1160g→950g)）
- 2024年
  - 4月24日 - 「トップ クリアリキッド」、「トップ クリアリキッド抗菌」のつめかえ用超特大を改良（環境貢献を目的にパッケージサイズが小型化され、それに伴って内容量が減容(950g→900g)される）
  - 5月22日 - 「トップ スーパーNANOX 自動投入洗濯機専用」がパッケージデザイン変更と内容量減容（850g→720g）を受け、「NANOX」へ改名の上で独立ブランド化。

## ラインナップ

### 現行製品
2023年9月時点でのラインナップは衣料用洗剤がメインとなっており、タイプも粉末・液体と別れ、更に液体には高濃度タイプとレギュラータイプに分かれているなど多岐にわたっている。そのほかにも、部分洗い剤、シミ取り剤、衣類・布製用消臭剤が発売されている。なお、衣料用洗剤のうち、「無リントップ」は泡立ちが良すぎるため、ドラム式洗濯機への使用は不可である。なお、粉末洗剤は韓国で製造されている（「部屋干しトップ 除菌EX」は2022年11月のリニューアルにより韓国製となる）。
「NANOX one」のつめかえ用には、特大・超特大・ウルトラジャンボに加え、ECサイトなどの一部販売店限定でメガジャンボ（スタンダード・ニオイ専用:1790g、PRO:1730g）、ニオイ専用とPROには法人向けのノベルティサイズも設定されており、ニオイ専用には特撰品380g、つめかえ用320g、つめかえ用特撰品280gが、PROには分包10g（1袋/箱入2袋）とつめかえ用320gがそれぞれラインナップされている。
「トップ クリアリキッド抗菌」には法人向けのノベルティサイズが設定されており、25g（2袋入り）・300g・特撰品450g・つめかえ用特撰品400gの4種類が設定されている。
「無りんトップ」、「トップ クリアリキッド」、「トップ クリアリキッド抗菌」、「香り続くトップ 抗菌plus」、「NANOX one（スタンダード・ニオイ専用・PRO3種類とも設定）」、「トップ NANOX 衣類・布製品の除菌・消臭スプレー」には、ライオンハイジーンが販売する業務用サイズも設定されており、「無りんトップ」は8kg入り（箱・4kg×2袋）、「トップ クリアリキッド（抗菌を含む）」・「香り続くトップ 抗菌plus」・「NANOX one」は4kg入り（ボトル）、「トップ NANOX 衣類・布製品の除菌・消臭スプレー」には2kg入り（ボトル）があり、「トップ クリアリキッド抗菌」・「香り続くトップ 抗菌plus」・「NANOX one PRO」以外の液体製品と「トップ NANOX 衣類・布製品の除菌・消臭スプレー」には10kg入り（箱）も設定される。

### 製造終了品
第1期
トップ（初代。中性洗剤）
ニュートップ（弱アルカリ性洗剤に改良）
ウーリートップ（毛糸洗い用。アクロンの前身）
アクリートップ（アクリル繊維洗い用。1回分の小分け包装）
ハイトップ（制泡タイプの洗剤。液体洗剤も存在した）
液体ハイトップ（ライオン初の洗濯用液体洗剤）
ニューハイトップ（高能率ソフト洗剤）
第2期
トップ（ライオン初の酵素入り洗剤《有りん》。1984年頃まで発売された）
液体トップ（1980年代半ばに発売。部分洗い専用の製品も存在した）
トップスポットクリーニング（部分洗い用。のちに「トッププレケア」〜「トップNANOXエリそで用」などと改名し継続）
ハイテク酵素のHiトップ（トップシリーズで最初のコンパクト洗剤。最小使用量25g時代の製品）
液体Hiトップ（コンパクト液体洗剤）
酵素トップ（最小使用量20gの製品）
速効トップ（液体洗剤）
スーパートップ（最小使用量15gの製品）
浸透パワースーパートップ（液体洗剤）
トップカラープロテクト（1998年発売の高洗浄力液体洗剤。蛍光剤無配合）
トップパワータブレット（2000年発売の錠剤タイプ）
トップ（スーパーコンパクト洗剤・最小使用量15gの製品）
トップ浸透ジェル（「リキッドトップ」発売により廃止）
トップ浸透ジェル柔軟剤入り（蛍光剤無配合、「香りつづくトップ」発売により廃止）
リキッドトップ（蛍光剤・酵素無配合、「トップクリアリキッド」発売により廃止）
トップズック洗い棒石けん
トップ風合い感（セルロースパウダー配合・蛍光剤無配合、2009年3月製造終了）
トップ（コンパクト洗剤・最小使用量20gの製品、トッププラチナクリア発売により廃止）
超コンパクト 香りつづくトップ（柔軟剤入り超コンパクト液体洗剤・蛍光剤無配合、「香りつづくトップplus」発売により廃止）
香りつづくトップplus（柔軟剤入り超コンパクト液体洗剤・蛍光剤無配合。「香りつづくトップ Aroma Plus」発売に伴い2014年7月製造終了。レギュラータイプの「香りつづくトップ」が代替品となる）
香りつづくトップAroma Plus（柔軟剤入り超コンパクト液体洗剤・蛍光剤無配合、2018年8月製造終了）
液体部屋干しトップ（抗菌成分配合液体洗剤・蛍光剤無配合。「トップクリアリキッド抗菌」発売に伴い、2019年4月製造終了）
トップHYGIA(ハイジア)（抗菌成分配合液体洗剤・蛍光剤無配合。「トップスーパーNANOX ニオイ専用」発売に伴い、2019年7月製造終了）
香りつづくトップ Fresh Camomile（柔軟剤入り液体洗剤、「香りつづくトップ」のリニューアルに伴い、2020年7月製造終了）
トップHYGIA 衣類・布製品の除菌・消臭スプレー（衣類・布製品用消臭剤。「トップNANOX 衣類・布製品の除菌・消臭スプレー」発売に伴い、2019年7月製造終了）
トップ ハレタ（2018年8月29日発売の超コンパクト液体洗剤。2020年4月につめかえ用とつめかえ用超特大が製造終了となり、つめかえ用は900gの特大サイズのみに集約されたが、2021年3月製造終了）
トップ プラチナクリア（2022年11月製造終了）
トップ スーパーNANOX（高濃度液体洗剤・蛍光剤無配合。「NANOX one スタンダード」発売に伴い、2023年9月製造終了）
トップ スーパーNANOX ニオイ専用（高濃度液体洗剤・蛍光剤無配合。「NANOX one ニオイ専用」発売に伴い、2023年9月製造終了）

## 成分

### 粉末洗剤
部屋干しトップ
界面活性剤（13% アルファスルホ脂肪酸エステルナトリウム、ポリオキシエチレンアルキルエーテル、純石けん分(脂肪酸ナトリウム)）
アルカリ剤（炭酸塩）、工程剤（硫酸塩）、水軟化剤、漂白剤、蛍光増白剤、酵素
無リントップ
界面活性剤（22% 直鎖アルキルベンゼンスルホン酸ナトリウム、アルファオレフィンスルホン酸ナトリウム）
安定化剤（硫酸塩）、アルカリ剤（炭酸塩、けい酸塩）、水軟化剤（アルミノけい酸塩）、酵素、蛍光増白剤

### 液体洗剤
NANOX one スタンダード
界面活性剤（53% ポリオキシエチレンアルキルエーテル、直鎖アルキルベンゼンスルホン酸塩、アルキルエーテル硫酸エステル塩）
安定化剤、pH調整剤、再汚染防止剤、酵素
NANOX one ニオイ専用
界面活性剤（53% ポリオキシエチレンアルキルエーテル、直鎖アルキルベンゼンスルホン酸塩、アルキルエーテル硫酸エステル塩）
安定化剤、pH調整剤、再汚染防止剤、酵素
NANOX one PRO
界面活性剤（55% ポリオキシエチレンアルキルエーテル、直鎖アルキルベンゼンスルホン酸塩、アルキルエーテル硫酸エステル塩）
pH調整剤、再汚染防止剤、安定化剤、酵素
トップ クリアリキッド
界面活性剤（21% ポリオキシエチレンアルキルエーテル、直鎖アルキルベンゼンスルホン酸塩）
安定化剤、酵素
トップ クリアリキッド抗菌
界面活性剤（21% ポリオキシエチレンアルキルエーテル、直鎖アルキルベンゼンスルホン酸塩）
安定化剤、pH調整剤
香りつづくトップ
界面活性剤（20% ポリオキシエチレンアルキルエーテル、直鎖アルキルベンゼンスルホン酸）
安定化剤
香りつづくトップ 抗菌plus
界面活性剤（20% ポリオキシエチレンアルキルエーテル、直鎖アルキルベンゼンスルホン酸）
安定化剤
NANOX えりそで用（旧：トップ プレケア えり・そで用→トップNANOX エリそで用）
界面活性剤（25% ポリオキシエチレンアルキルエーテル）
安定化剤、アルカリ剤、pH調整剤、酵素
NANOX ドロ用（旧：トップ プレケア ドロ用→トップNANOX ドロ用）
界面活性剤（24% 純石けん分(脂肪酸エタノールアミン)、ポリオキシエチレンアルキルエーテル）
アルカリ剤、安定化剤、金属封鎖剤

### 衣類用漂白剤
NANOX シミ用（旧：トップ プレケア しみ用→トップNANOX シミ用）
過酸化水素（酸素系）、界面活性剤（ポリオキシエチレンアルキルエーテル）、溶剤、安定化剤、金属封鎖剤

### シミ取り剤
トップ シミ取りレスキュー
界面活性剤（ポリオキシエチレンアルキルエーテル）、溶剤（カルビトール）

### 衣類・布製品用消臭剤
NANOX 衣類・布製品の除菌・消臭スプレー（旧：トップNANOX 衣類・布製品の除菌・消臭スプレー）
除菌剤、消臭剤、香料、エタノール

## ギフト製品

### 小売店向け
NANOX one PROギフト
2023年9月に「トップ スーパーナノックスギフト(LSN)」が全面刷新され、高濃度洗剤「NANOX one PRO」とハンドソープ「キレイキレイ 薬用泡ハンドソープ」のコンビ構成とした詰め合わせ。
「NANOX one PRO」の本体1個、「キレイキレイ 薬用泡ハンドソープ」の本体1個・つめかえ用1袋が共通でセットされており、ギフト限定の設定となる「NANOX one PRO」のつめかえ用（320g）の入数が異なる5種類が設定される（LNO-20は1袋、LNO-25は2袋、LNO-30は3袋、LNO-40は5袋、LNO-50は7袋）。
NANOX one ダブルセレクションギフト
2023年9月に「トップ スーパーナノックスギフト ダブルセレクション」が全面刷新され、「NANOX one ニオイ専用」と「NANOX one PRO」の2種セットとなった。
本体2本（各種1本ずつ）とつめかえ用4袋（各種2袋ずつ）のLND-30と、30のセット構成につめかえ用をもう4袋（各種2袋ずつ）追加したLND-50の2種類を設定する。
トップ クリアリキッド抗菌 バラエティギフト
液体洗剤「トップクリアリキッド抗菌」、食器用洗剤「CHARMY Magica 速乾+ カラッと除菌 シトラスミントの香り」、ハンドソープ「キレイキレイ薬用泡ハンドソープ」を詰め合わせたバラエティセット。
液体洗剤本体1本・つめかえ用2袋、食器用洗剤1本、ハンドソープ本体・つめかえペアのセット構成としたLKK-30V、30Vのセット構成に液体洗剤のつめかえ用を3袋、ハンドソープのつめかえ用を1袋それぞれ追加したLKK-50Vの2種類が設定される。
トップ クリアリキッド抗菌ギフト
液体洗剤「トップクリアリキッド抗菌」のみのセット。本体は各1本ずつで、つめかえ用の個数が異なる3種類が設定される（LTC-30:4袋、LTC-40:6袋、LTC-50:8袋）。
香りつづくトップ抗菌plusギフト
柔軟剤入り液体洗剤「香りつづくトップ 抗菌plus Shiny Rose」と食器用洗剤「CHARMY Magica 速乾+ カラッと除菌 シトラスミント」のコンビセット。液体洗剤の本体1本とつめかえ用3袋、食器用洗剤2本を詰め合わせたLKT-30Vと、30Vのセット構成に液体洗剤のつめかえ用を4袋、食器用洗剤を2本それぞれ追加したLKT-50Vの2種類が設定される。

### デパート向け
デパート向けギフトも「NANOX one」へのリニューアルに伴い、2023年9月にリニューアルされた。
NANOX one 冨嶽三十六景ギフト
2023年9月に「トップ スーパーナノックスギフト 冨嶽三十六景（2019年4月にデパート向けの「トップスーパーナノックスギフト」をリニューアル）」を全面刷新。ギフトボックスに葛飾北斎の富嶽三十六景が使用されている（デザインは凱風快晴、隅田川関谷の里、神奈川沖浪裏、東都駿台、御厩川岸より両国橋夕陽見の5種類が設定されている）。
リニューアルに伴ってラインナップが4種類に整理され、LNF-30/LNF-40/LNF-50はスーパー向けの「NANOX one PROギフト」のLNO-30/LNO-40/LNO-50と同一。LNF-80は50のセット構成に「NANOX one PRO」のつめかえ用を1袋、「キレイキレイ 薬用泡ハンドソープ」のつめかえ用を3袋、食器用洗剤「CHARMY Magica 速乾+ カラッと除菌 シトラスミントの香り」が2本追加される。

### 法人向けノベルティ
NANOX one ギフト
2023年9月発売。「NANOX one ニオイ専用」のみのギフトで、本体はボトル下部の文字要素を無くした特撰品（内容量は通常品と同量）。つめかえ用は280g入りの特撰品となる。本体は各セット1本で、つめかえ用の入数が異なる3種類が設定される（NON-A:1袋、NON-B:2袋、NON-C:3袋）。
トップ クリアリキッド抗菌セット
液体洗剤「トップクリアリキッド抗菌 特撰品」のセット。本体・つめかえペア構成のTCL-AEのみの設定。2025年3月に本体ボトルの形状が変更されリニューアルした。

## キャッチフレーズ
- 香りつづくトップ plus+ - ぎゅっと濃密!もっと香り長続き!
- トップ プラチナクリア - まとめ洗いでも白さをあきらめない
- 部屋干しトップ - 生乾きのイヤなにおいを防ぐ
- NANOX - 驚きのナノ洗浄
- HYGIA - 予防発想のお洗たく
- 香りつづくトップ - 白さが香る まいにち香る
- トップクリアリキッド - くすみ・ニオイのもとまですっきり!
- トップ2009 - 子どもたちの未来につながる、洗浄力です。
- トップ風合い感 - 彩あざやか風合いふわっと
- 3つの酵素パワー トップ - 時間が経ったガンコ汚れまで落とす
- Liquidトップ - 白さよみがえる
- 酵素パワー トップ2005 - 時間が経った汚れまで落とす
- トップ浸透ジェル柔軟剤入り - 洗浄力と柔らかさ
- 酵素パワーのトップ2003 - 白さきわだつ
- トップ2001 - はじめての白さ!
- トップパワータブレット - ポンと1個でぐんぐん落とす
- 酵素トップ - 洗う力がたくましい
- Hiトップ1992 - たくましい洗浄力
- Hiトップ1988 - ハイテク酵素
- 無りんトップ - まとめ洗いでもキレイに洗い上げる
- 酵素パワーのトップ - アルカラーゼ酵素が汚れを分解
- ニューハイトップ - まっ白に洗い上げる スピード洗い!
- ニュートップ - グンとました洗浄力!
- ニュートップ - いちばん新しい洗剤トップ!

## CM

### 歴代TV-CM出演タレント
※印は「香りつづくトップ」におけるCMソングでの起用。
- 地元住民（トップ、1979年 - 1984年・2001年3月31日 - 2002年3月31日）
- 浜美枝（無りんトップ 1980年 - 1987年、Hiトップ 1988年 - 1991年）
- 三田佳子（Hiトップ、1992年 - 1994年）
- 中井貴惠
- 相楽晴子 （プレケアシリーズ）
- 森口博子（速効トップ、1995年）
- 古手川祐子（スーパートップ、1998年2月 - 2001年3月）
- 中山秀征、白城あやか（酵素パワーのトップ、2002年4月1日 - 2003年3月28日）
- 西田ひかる（酵素パワーのトップ 、2003年3月29日 - 2005年4月1日）
- マギー審司（トップ浸透ジェル 柔軟剤入り、2003年10月1日 - 2005年4月1日）
- 菊川怜（3つの酵素パワーのトップ・トップ、2006年3月21日 - 2010年2月）
- 劇団ひとり（トップ風合い感、2007年3月21日 - 2008年）
- 松浦亜弥（クリアリキッド、2009年2月18日 - 2010年）
- ベッキー（NANOX、2010年1月20日 - 2014年8月）
- 濱田龍臣（トッププラチナクリア、2011年3月30日 - 2012年1月）
- 豊田エリー、ブラザートム（香りつづくトップ・香りつづくトップplus、2011年7月 - 2012年）
- 鈴木杏樹（HYGIA、2012年7月18日 - 2017年）
- 杏（NANOX、2014年9月24日 - 2015年）
- 二宮和也（スーパーNANOX、2016年2月17日 - 2023年9月）
- 寺田心（スーパーNANOX、2018年4月 - 2020年7月）
- 優香（ハレタ、2018年8月29日 - 2019年）
- 横浜流星、小池栄子、今田美桜（NANOX one、2023年9月20日 - 現在）
- 倉木麻衣※
- キマグレン※
- 一青窈※
- 持田香織※

### CM内容
トップ・1万人の証言
1979年から数年に渡りOA。トップを使用した全国の主婦にトップの効果や感想をインタビューする。
こんにちは、トップです。
「トップ・1万人の証言」の聞き手が浜美枝になってからのシリーズで、内容は「1万人の証言」と同じ。
トップ・お洗濯レポート
浜美枝が、ライオンの開発スタッフにトップの効果や汚れの原因などをインタビュー。
部屋干しトップ
発売当初からずっとキャラクターが歌うCMだった。音楽制作はサーティーズ、ウクレレで奏でる音楽だった。最後に「生乾きでも におわな〜い♪」と歌うのがお決まりパターン。
2001年10月の発売当初は、CGキャラクターのハンガーくん達が「部屋干し〜 でも部屋干しすると、ちょっとにおう♪」と歌っていた。そして自分達で服を落とす演出が見られた。
2006年10月から、ハンガーくんのデザインが少し追加され、歌詞を変更し「部屋干し〜 もう部屋干ししても、におわな〜い♪」と歌っていた。
2010年6月1日からは「裸の王様」篇、15秒版のみ。ヘヤボッシ14世が登場。「部屋干しのニオイはいやじゃー、臭うくらいなら裸でいるんじゃー!」と服を着ようとせず、家来から逃げ回るCMであった。ニオイが落ちるところもアニメで表現。そして最後、ようやく服を着用して終わった。
2011年3月30日からは「再発生」篇、15秒版のみ。引き続きヘヤボッシ14世のCM。お風呂上りに「部屋干しのタオルは濡れるとまた臭うんじゃー!」と体を拭こうとしなかった。新成分の説明もアニメで表現。「LIONから」のところはカットしていた。
トップ浸透ジェル 柔軟剤入り
2003年10月1日より放送。15秒版のみ。マギー審司が手品をするという内容。
手品というよりも、汚れてクシャクシャの衣類をトップ浸透ジェルだけで洗い、キレイで柔かくするというもの。締めは柔軟剤が入っているというのにビックリして耳が大きくなる。
オリジナルキャラクター（香りつづくトップ）
花丘カオリ - 豊田エリー
花丘ツヅク - ブラザートム
オリジナルキャラクター（部屋干しトップ）
ハンガーくん
王様 ヘヤボッシ14世（声 - 八代健志）
アニメのキャラクターで、部屋干しの国の王様。生乾きのイヤなニオイが大嫌い。ちょっとわがままだけど、嘘はつかない正直者。「イヤじゃ イヤじゃ!」といいながらいつも家来から逃げている。

## 競合商品
- 全温度チアー - かつて売っていたこのシリーズの対抗品
- アタック - このシリーズの対抗商品
- アリエール - このシリーズの対抗商品
- ザブ - 1980年代